# Каштилиаш III
Каштилиаш III — касситский царь Вавилонии, правил приблизительно в 14?? — 1450 годах до н. э.
О самом Каштилиаше почти ничего не известно, но известно, что в его правление его брат Улам-Буриаш во главе кассито-вавилонского войска вторгся в Страну Моря; сверг последнего царя тамошней династии Эйягамиля и провозгласил себя царём Страны Моря (ок. 1460 г. до н. э.).
Данные о количестве лет его правления не сохранились.